# Károlyi Gáspár
Károlyi Gáspár vagy másképp Károli Gáspár (Nagykároly, 1529 körül – Gönc, 1592. január 3.) református lelkipásztor, az Abaúji Református Egyházmegye (Tiszáninneni református egyházkerület) esperese, a Biblia első teljes magyar nyelvű fordításának elkészítője (→ Károli-biblia).

## Neve
A Károli név az általa készített bibliafordítás, a Károli-biblia kiadásainak impresszumaiban, és a róla elnevezett egyetem nevében is megjelenik.
Eredeti (szerb) neve Radicsics volt, de később a szülővárosáról, Nagykárolyról Carolinak avagy Caroliusnak írta a nevét. Ezt a nevet ma Károlyinak magyarosítják. Kiejtés szempontjából ez a helyes akkor is, ha az élő tradíciót követve "Károli"-nak írjuk, de sokan, főleg protestánsok, „l”  betűvel, „Károli”-nak is ejtik.

## Élete

### Származása
A szülei a Délvidékről menekültek el északi területre a török betörések miatt. A származási helyéből és a Radicsics (ami Radics fiát jelenti) névből adódóan valószínűleg szerb származású családról van szó, amely felvette a protestáns vallást.

### Tanulmányai
Iskoláit Nagykárolyban kezdte, Brassóban végezte, majd 1556-ban a Wittenbergi Egyetemen tanult (az egyetem évkönyvében Caspar Carolus Pannonius néven szerepel). 

### Hegyalján
1562-ben a neves egri várkapitány, Dobó István öccsének, Domonkosnak a pártfogása alatt állt. Ennek a kapcsolatnak köszönhetően kerülhetett később Gönc mezővárosába, ugyanis földesura Domonkos bátyja volt. 
1562-ben fejezte be a Két könyv.. című munkáját, ami a magyar reformáció történelemszemléletének első prózai összefoglalása. 
1563-ban gönci református lelkipásztor lett, majd később esperes. Nem sokkal ezután megválasztották a Kassa-völgyi egyházmegye szeniorává. 
1566-ban összehívta a gönci zsinatot, a tiszáninneni esperességek számára. Esperesként többször fellépett a szentháromságtagadó unitáriusok ellen; köztük Egri Lukáccsal vitázott.
1572-ben Gönc leégett templomának újjáépítését vezette.  
1584-ben a Mágócsy urakhoz tartozó Tállyán lett fő lelkész; ahol 1587-ig maradt. Ebben az időszakban kezdte meg a bibliafordítását is. Mágócsy Gáspár halála évében visszatért Göncre. 1592-ben ott is halt meg.

### Magánélete
Háromszor nősült és több gyermeke született. A második felesége és az ebből a házasságból születő gyermekeinek többsége az 1586-os pestisjárványban halt meg.
Borszőlős területe volt Gönc és Tokaj határában is, borait kassai kereskedőkön keresztül árulta.
A hegyaljai nagybirtokosokkal jó viszonyban volt, a segítségükkel készítette el a bibliafordítását is.

## Művei

### Bibliafordítás
„Istennek nevét segítségül híván, minek utána hozzá kezdettem volna egynéhány jámbor tudós atyafiakkal, kik nékem a fordításban segítségül voltak, meg nem szűntem addig, míg nem véghöz vittem a Bibliának egészben való megfordítását…”

Károlyi Gáspár legjelentősebb munkája a Biblia első teljes magyar fordítása, az ún. Károli-biblia, amit 1586-ban kezdett meg, Mágocsy Gáspár Torna vármegye főispánjának, valamint annak unokaöccsének, Mágocsy Andrásnak a támogatásával. A pártfogók 1586-ban, illetve 1587-ben bekövetkezett halálát követően Rákóczi Zsigmond, a későbbi erdélyi fejedelem karolta fel a bibliafordítás ügyét. Hat református lelkésztársa segítségével hamar elkészült vele. 
A Károlyi-biblia nyomtatását 1589. február 18-án kezdték el és 1590. július 20-án fejezték be, így a fordítás után négy évvel a magyar nyelvű Szent Biblia Vizsolyban nyomtatásban is megjelent, 700-800 példányban. Mára 57 példány maradt fenn, ebből 24 található Magyarországon.

### Két könyv..
Fontos műve még a „Két könyv minden országoknak és királyoknak jó és gonosz szerencséjöknek okairól” című könyve (Keet könyö minden orszagoknac es kyralioknac io es gonosz szerenczeieknec okairul…) (1563) – amiben Magyarország hanyatlásának okait keresi, és más írókhoz hasonlóan arra a megállapításra jut, hogy a török csapás a büntetés a magyarok vétkeiért. Sok bibliai részletet tartalmaz.

## Emlékezete

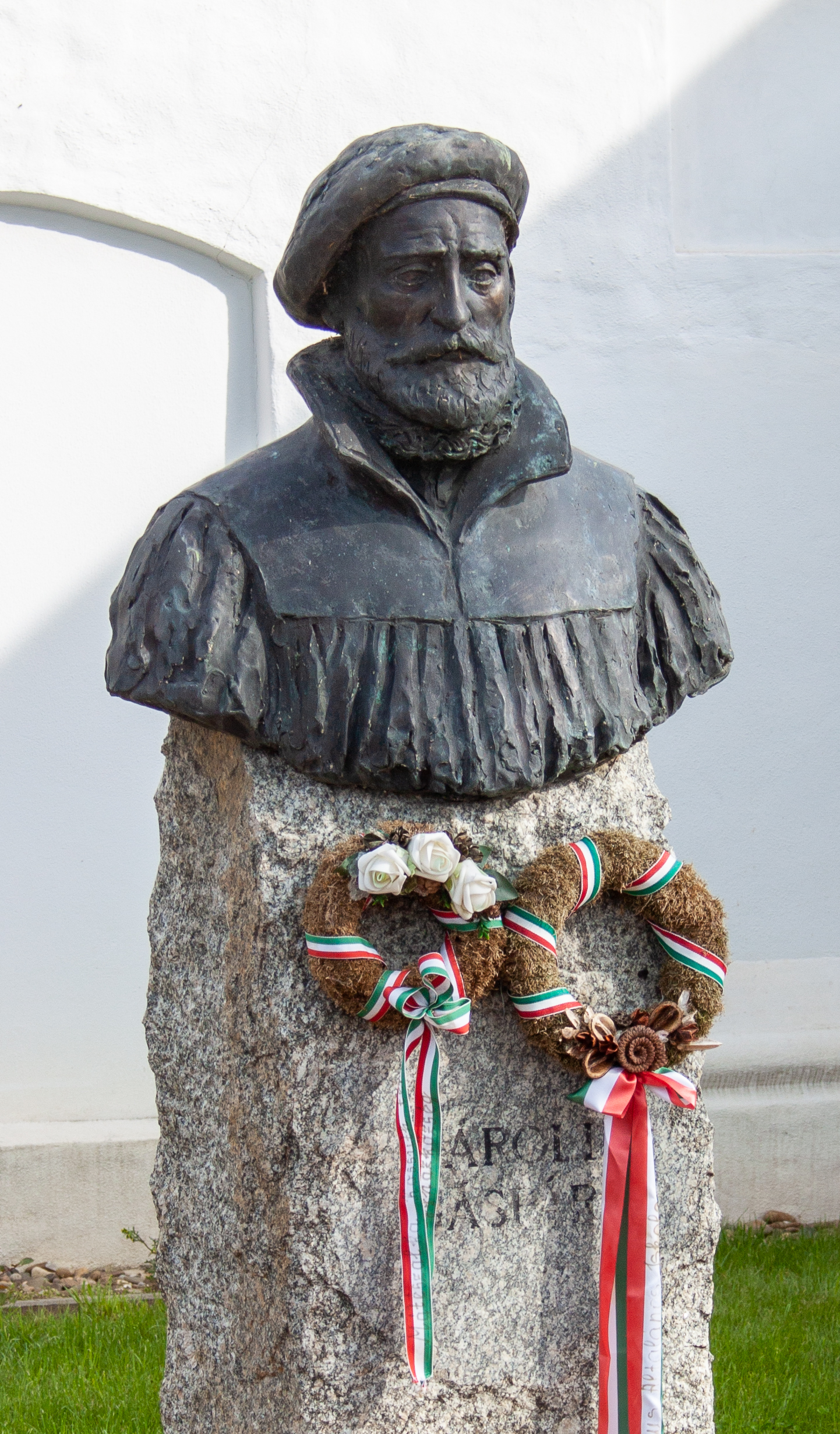
Károli Gáspár mellszobra Mátészalkán

- Vizsolyban mellszobor, Göncön, pedig egész alakos, Mátrai Lajos György által készített és a Schlick-féle gyár által ércbe öntött, 1890-ben leleplezett szobra állít neki emléket.
- 1929-ben, Károlyi születésének 400. évfordulójáról Reményik Sándor: A fordító – Károli Gáspár emlékezetének című költeményében emlékezett meg.
- Szintén 1929-ben, Nagykárolyban a református templom bejárata fölött emléktáblát avattak, amin a következő felirat szerepel:

„Születésében megáldott, életében istenes, halálában halhatatlan

KÁROLI GÁSPÁR

gönci papnak a Vizsolyi Biblia fordítójának

Nagykároly város szülöttének emlékezetére

születésének négyszáz éves fordulóján

az Úr MCMXXIX esztendejének szeptember hava XV. napján

állíttatták a református anyaszentegyház gyülekezetei.”

- A templom kertjében is áll egy Károlyi-szobor.
- Emlékét őrzi a református egyház által alapított és fenntartott budapesti Károli Gáspár Református Egyetem.
- Károli Gáspár-díj (1997-től) a hittudományok területén maradandót alkotók és a biblikus tudományok terén kimagasló eredményeket elérők díjazására.
- Nevét viseli az 547612 Károligáspár kisbolygó.[7]

## Modern szövegkiadások
- Két könyv. Minden országoknak és királyoknak jó és gonosz szerencséjeknek okairul. Nyomtatá Mihal Töröc 1563; Egyetemi Ny., Bp., 1931 (Magyar irodalmi ritkaságok)
- Két könyv; sajtó alá rend., bev. Harsányi András; Evangélikus Leánygimnázium, Bp., 1940 (Magyar irodalmi ritkaságok)
- Károli Gáspár válogatott munkái; összeáll., utószó Vargha Balázs; Magvető, Bp., 1958 (Magyar könyvtár)
- Károlyi Gáspár, a gönci prédikátor; vál., sajtó alá rend., utószó, jegyz. Szabó András; Magvető, Bp., 1984 (Magyar hírmondó)